# 2023年朝俄首腦會談
2023年朝俄首腦會談是由朝鲜劳动党总书记兼国务委员长金正恩與俄羅斯總統弗拉基米尔·普京於2023年9月13日在俄羅斯阿穆爾州东方航天发射场會面。成為自COVID-19疫情以來，金正恩首次外訪。
按朝俄兩國官方說法，這次會議的主要議題是討論國際形勢和經濟合作。但美國表示，俄羅斯試圖與朝鮮達成協議，向其提供朝鮮武器用於入侵烏克蘭的戰爭。

## 背景
2023年9月，烏克蘭與俄羅斯正處於激烈的戰爭之中，彈藥消耗量巨大。與此同時，烏克蘭武裝部隊正在進行反攻，朝鮮武器有助俄羅斯減緩烏軍的前進速度。朝鮮擁有大量蘇式砲彈儲備，並已發展了生產此類砲彈的工業能力。然而，朝鮮砲彈的質量並不高：2010年朝鮮大規模砲擊韓國時，有20%的砲彈沒有爆炸。除了砲彈外，朝鮮還可以供應導彈和榴彈砲。
與此同時，朝鮮因核問題而受到國際社會多項制裁。其中聯合國安理會於2017年8月至9月實施對朝鮮最嚴厲的制裁。斯德哥爾摩國際和平研究所專家西蒙·韋澤曼指出，俄羅斯從朝鮮購買武器顯然違反了國際法，包括聯合國安理會2009年6月第1874號決議。2009年，俄羅斯因朝鮮違反核不擴散制度而加入了對朝鮮的制裁。
2023年7月末，俄羅斯國防部部長謝爾蓋·紹伊古訪問朝鮮。紹伊古宣布加強朝鮮與俄羅斯聯邦的軍事聯繫，其稱朝鮮是俄羅斯的「重要夥伴」。

## 目標

### 朝鮮
朝鮮有興趣從俄羅斯獲得能夠提高帶有核彈頭的彈道導彈射程、精度和可靠性的太空技術。據《經濟學人》週刊的看法，這一點的間接證據，是雙方選擇在東方航天發射場會面。該刊認為，金正恩還對製造潛艇的技術感興趣。而朝鮮有興趣獲得食品、電力和貨幣。據記者們的看法，俄羅斯有可能邀請朝鮮勞工參與建築和伐木工作。濱海邊疆區州長奧列格·科熱米亞科在去航天發射場的路上與金正恩會面，表示「在不久的將來」，兩國可以在旅遊、農業和建築領域開展合作項目。

### 俄羅斯
俄羅斯希望從朝鮮獲得在入侵烏克蘭期間使用的舊蘇聯型號坦克零件，以及與俄羅斯武器系統相容的炮彈和導彈。其中包括朝鮮近年來試射的彈道導彈。

## 訪問

### 事前準備
2023年9月初，《紐約時報》報導稱金正恩將於2023年9月訪問俄羅斯。9月10日，金正恩乘坐私人裝甲列車離開平壤後，雙方確認了此次會面。金正恩曾於2019年乘該列車訪問俄羅斯。 火車以60公里/小時的速度行駛。
朝鮮代表團的成員包括朝鮮外務相崔善姬和朝鮮國防相姜順南，以及軍工業、外交和軍事領域的高級官員。根據《記錄報》的消息，金正恩可能有多達120名保鏢。
這次兩國元首會面將集中討論俄羅斯獲得大量朝鮮的蘇聯時代彈藥，以換取俄羅斯在開發軍事偵察衛星和提供糧食援助方面的幫助。
朝鮮中央通訊社稱，訪問的目的是「將朝鮮和俄羅斯之間的友好合作關係提升到一個新的高度」。
對於金正恩來說，這是他自2019年以來首次出訪，也是他執政以來第10次出訪。

### 會面
金正恩於9月12日抵達俄羅斯。其在俄羅斯唯一一個與朝鮮接壤的定居點哈桑之火車站接受軍樂隊和俄羅斯自然資源部與環境保護部部長亞歷山大·科茲洛夫的歡迎。
9月13日，俄羅斯總統普京參加海參崴東方經濟論壇後飛抵阿穆爾州。在其與金正恩會面開始前幾個小時，烏克蘭轟炸俄佔塞瓦斯托波爾的黑海艦隊，導致多首戰艦損毀，但普京在會面期間沒有公開提及這次襲擊。
金正恩與普京的會面在距離朝俄邊界1,300公里的東方航天發射場舉行。朝俄領導人會面始於航天發射場的組裝和測試大樓，那裡正在進行「安加拉」火箭的組裝。他們還向金正恩展示了「安加拉」火箭和「聯盟-2」火箭的聯合發射台。在參觀過程中，金正恩提出了許多技術問題，他特別關心火箭燃料的特性，負責俄羅斯航太的俄羅斯副總理尤里·鮑里索夫和地面太空基礎設施運營中心總經理尼古拉·涅斯捷楚克向他解答了這些問題。普京還向金正恩展示了他的奧魯斯品牌轎車車隊。
在參觀之後，普京和金正恩舉行會談。這場持續兩小時的會面是在閉門進行的。會談首先是在代表團的形式進行，其中俄羅斯方面有俄羅斯外交部部長謝爾蓋·拉夫羅夫和俄羅斯國防部長紹伊古，之後普京和金正恩單獨會談。克里姆林宮新聞處表示，不會發佈任何新聞稿。
與此同時，會面沒有透露任何關於朝鮮武器供應俄羅斯的訊息。但是金正恩明確支持俄羅斯入侵烏克蘭。他聲稱，俄羅斯「為了保護自己的主權和安全而站起來」，而平壤一直支持「普京總統的所有決定」。在金正恩看來，俄羅斯正在對西方進行一場「神聖鬥爭」，他表示「……支持俄羅斯政府採取的所有措施，（他）並且藉此機會再次重申，（他）永遠會和俄羅斯站在一起。」金正恩說：「我希望我們永遠在一起反對帝國主義、（建設）主權國家。」
在晚宴期間，金正恩舉杯祝「英勇的俄羅斯軍隊和人民光榮地繼承勝利的傳統，堅定地展示在自衛戰線和建設強大國家方面的無價美德和榮譽」。金正恩祝願「俄羅斯軍隊和人民」在「懲罰那些企圖稱霸和懷有擴張主義幻想的邪惡勢力之神聖鬥爭中」取得「偉大的勝利」。普京則回憶起1945年「蘇聯和朝鮮士兵肩並肩打敗日本軍國主義者」，並聲稱俄羅斯和朝鮮是「為了和平及穩定而行動」。
當普京被問到俄羅斯是否會幫助朝鮮建造衛星時，普京回答說「這就是（他們）來這裡的原因」。同時，普京沒有提到美國及其亞洲盟友對朝鮮導彈計劃的擔憂。
在會面期間，普京提醒說，蘇聯是第一個承認朝鮮的國家，並稱其「獨立戰爭」勝利70週年具有重要意義。
根據普京的新聞秘書德米特里·佩斯科夫的話，俄羅斯和朝鮮沒有討論在烏克蘭邊界部署朝鮮士兵的問題。佩斯科夫說，金正恩邀請普京訪問朝鮮，俄羅斯總統「感激地」同意了。
金正恩送給普京一把朝鮮製造的卡賓槍，而普京則送給金正恩一把俄羅斯卡賓槍和一個太空衣手套，這個手套曾多次去過太空。

### 後續訪問
2023年9月15日，作為金正恩在俄羅斯多日訪問的一部分，其抵達阿穆爾河畔共青城，他在那裡受到了哈巴羅夫斯克邊疆區州長米哈伊爾·傑格加廖夫和阿穆爾河畔共青城市長亞歷山大·若尼克的歡迎。金正恩參觀阿穆爾河畔共青城加加林航空製造廠，該廠生產「蘇」式戰機，他在那裡檢視了蘇-35和蘇-57戰鬥機以及蘇愷超級噴射機100的裝配房間。金正恩還觀看了蘇-35戰鬥機的示範飛行。
9月16日，金正恩抵達海參崴，然後前往海參崴國際機場，他在那裡與俄羅斯國防部長紹伊古會面。兩人在那裡檢視圖-160，圖-95MS和圖-22M3導彈轟炸機。當局還向金正恩展示了安裝在米格-31I戰鬥機上的匕首導彈。此外，金正恩查看了圖波列夫Tu-204客機。然後金正恩和紹伊古參觀薩波什尼科夫元帥號驅逐艦，在那裡他們檢視「口徑」和「天王星」導彈系統以及A-190火炮。
在車站，穿著蘇聯時代學校制服的孩子們迎接金正恩，而濱海邊疆區州長奧列格·科熱米亞科建議將俄羅斯的孩子們送往朝鮮的夏令營。
9月16日晚，金正恩在海參崴的馬林斯基劇院濱海邊疆區舞台觀看芭蕾舞劇《睡美人》。
9月17日，金正恩參觀位於俄羅斯島的遠東聯邦大學，俄羅斯自然資源部與環境保護部部長科茲洛夫和大學校長鮑里斯·科羅貝茨陪同導覽。金正恩也參觀了濱海邊疆區水族館。他還參觀了濱海邊疆區展館的展館，該展館位於「遠東街」展覽會上，而展覽會是遠東經濟論壇的一部份，其展示了俄羅斯遠東地區的成就。
海濱邊疆區州長科熱米亞科表示，他們向金正恩介紹了在海濱邊疆區生產的軍用和軍民兩用產品，其中包括用具有紅外線反射性的布料製成的制服樣品，使士兵在熱成像儀更難被發現；個人防彈裝備樣品；各種無人機和控制系統；用於在戰場上運送彈藥和撤離傷員的履帶運輸平台。他們還送給金正恩一些這些樣品作為禮物。
9月17日，金正恩結束訪問返回朝鮮。

## 反應

### 白俄羅斯
9月15日，俄羅斯總統普京在索契與白俄羅斯總統亞歷山大·盧卡申科會面。盧卡申科告訴普京，「很高興見到你和金正恩在一起」，並建議他們考慮「三方合作」。

### 美國
美國表示，如果朝鮮開始向俄羅斯提供武器，他們將準備實施新的制裁。美國國家安全顧問傑克·沙利文說，華盛頓將與韓國和日本合作，阻止朝鮮和俄羅斯的軍事合作，並且美國呼籲中華人民共和國「展現責任」。

### 中華人民共和國
中華人民共和國外交部發言人毛寧表示：「朝鮮領導人訪問俄羅斯是他們兩國之間的事情，事關朝俄關係。就中朝關係而言，我們是友好鄰邦。我們的雙邊關係正在取得顯著進展。雙方正在努力推動兩國高層領導人達成重要共識。」
《CNN》報導稱，中國可能對朝鮮向俄羅斯提供武器感興趣，因為中國不希望俄羅斯在烏克蘭戰爭中遭受重大挫敗，而中國正在與美國對抗中。與此同時，中國公開將自己定位為烏克蘭衝突中的和平支持者，試圖加強與歐洲的聯繫，並表示朝鮮和俄羅斯的領導人會面是這兩個國家的事情。
分析人士指出，中國與朝鮮和俄羅斯都有非常緊密的關係，因此朝鮮和俄羅斯不太可能在中國背後做一些不符合中國利益的事情。同時，他們認為中國可能也對朝鮮戰鬥力提升感興趣，因為中國可以將朝鮮視為對抗「亞洲北約」——美國及其亞洲盟友的一種平衡力量。分析人士還認為，如果朝鮮變得更加好戰，美國和韓國將不得不尋求與中國的合作。

### 韓國
韓國統一部長官金暎浩對朝鮮與俄羅斯之間的軍事合作表示擔憂。南韓外交部19日更召見俄羅斯駐韓大使庫列克（Andrew Kulik），要求俄方即刻中止所有與北韓的軍事合作。韓國媒體研究分析，俄目前同朝方貿易貨品需求不大，但俄自開戰後遠東人力嚴重短缺，派遣勞工換資源是雙方比較可能的策略。

### 烏克蘭
2023年9月14日，烏克蘭總統弗拉基米尔·泽连斯基與韓國國土交通部長官元喜龍會面，對韓國為烏克蘭重建提供的23億美元財政支持以及對烏克蘭主權和領土完整的支持表示感謝。

## 評論
根據《經濟學人》的看法，朝俄之間的合作可能會透過向俄羅斯提供朝鮮的武器和彈藥，從而影響俄羅斯對烏克蘭的入侵進程，並加劇亞洲的核武競賽。
《衛報》表示，由於俄羅斯入侵烏克蘭，普京陷入了國際孤立，因此他與「流氓國家」朝鮮交往「沒什麼好顧忌的」。

## 另見
- 金正恩国际访问列表
- 朝鮮—俄羅斯關係
- 朝鮮民主主義人民共和國外交